# Vlaamse Diabetesvereniging
De Vlaamse Diabetesvereniging, afkorting VDV, is een Vlaamse patiëntenorganisatie die de belangen behartigt van mensen met diabetes mellitus. Naast patiënten omvat de vereniging ook zorgverleners.
De VDV richt zich op het overheidsbeleid omtrent diabetes en onderhandelt mee wanneer beslissingen worden genomen over de diabeteszorg. Ze voert daarnaast een actief beleid om de belangen van diabetespatiënten in de Vlaamse samenleving te behartigen, door het bevorderen van preventie en tijdige diagnose van diabetes, het bevorderen van zelfzorg en de kwaliteit van de diabeteszorg in het algemeen, het bestrijden van sociale hindernissen en het streven naar een correcte beeldvorming onder het motto Geef diabetes een gezicht.